# Arnold L. Rosenberg
Pour les articles homonymes, voir Rosenberg.
Arnold Leonard Rosenberg, né le 11 février 1941, est un informaticien américain. Il est professeur d'université émérite (« Distinguished Professor Emeritus ») à l'université du Massachusetts à Amherst ; il continue à bénéficier d'un postes de professeur de recherche à l'université du Nord-Est et à l'université d'État du Colorado.
Rosenberg est connu notamment pour avoir participé à formuler la conjecture d'Aanderaa-Karp-Rosenberg qui stipule que de nombreuses propriétés non triviales de théorie des graphes ne peuvent être résolues sans tester la présence ou l'absence de chaque arête possible dans un graphe donné.

## Carrière
Rosenberg a fait ses études supérieures à l'université Harvard ; il obtient un B. Sc. en 1962 et Ph. D.  en 1966 sous la supervision de Patrick C. Fischer. Rosenberg travaille ensuite au Thomas J. Watson Research Center de 1965 à 1981, puis est  professeur à l'université Duke de 1981 à 1985. Il est ensuite, de 1986 jusqu'à son éméritat en 2007, professeur à l'université du Massachusetts à Amherst. Il bénéficie d'un poste de professeur recherche à l'université d'État du Colorado (2008-2012) et depuis à l'université du Nord-Est.

## Distinctions
Rosenberg est élu membre de l'Association for Computing Machinery en 1996 « pour ses travaux sur les modèles de calcul en théorie des graphes, mettant l'accent sur les études théoriques des algorithmes et les architectures parallèles, la conception et la mise en page VLSI et les structures de données », En 1997, il est élu membre de l'IEEE « pour ses contributions fondamentales aux aspects théoriques de l'informatique et de l'ingénierie ».

## Publications (sélection)
Livres
- Rosenberg, Arnold L. et Trystram, Denis, Understand mathematics, understand computing. Discrete mathematics that all computing students should know, Cham: Springer, 2020, xxvii +  550 (ISBN 978-3-030-58375-0, zbMATH 1465.68004).
- Rosenberg, Arnold L., The pillars of computation theory. State, encoding, nondeterminism, New York, NY:, Springer, coll. « Universitext », 2010, xvii +  324 (ISBN 978-0-387-09638-4, zbMATH 1203.68050).
- Rosenberg, Arnold L. et Heath, Lenwood S., Graph separators, with applications, New York, Kluwer Academic/Plenum Publishers, coll. « Frontiers of Computer Science », 2001, xii +  257 (zbMATH 0981.68119).